# Квінт Гортензій
Квінт Горте́нзій (лат. Quintus Hortensius, 151 до н. е. — після 108 до н. е.) — політичний і державний діяч Римської республіки, консул 108 року до н. е.

## Життєпис
Походив з плебейського роду Гортензіїв.
У 120 році до н. е. служив на посаді легата або префекта при Квінті Муції Сцеволі в провінції Азії. У 112 році до н. е. став претором, а у 111 році до н. е. — пропретором на Сицилії. Тут виявив справедливість і м'якість при продажі десятин зерна.
Був обраний консулом на 108 рік до н. е. разом з Квінтом Цецилієм Метеллом Нумідійским, але засуджений за підкуп виборців і не вступив на посаду.

## Родина
Дружина — Семпронія, донька Гая Семпронія Тудітана, консула 129 року до н. е.
Діти:
- Гортензія
- Квінт Гортензій Гортал
- Луцій Гортензій, легат 86—85 років до н. е.,